# Harder-Völkmann-Orgel
Die Harder-Völkmann-Orgel in Gröbenzell im oberbayerischen Landkreis Fürstenfeldbruck ist die weltweit größte Orgel in einem Bürocenter, dem Stockwerk, welches auch als Kulturzentrum dient. Sie wurde von Harder-Völkmann Orgelbau unter Verwendung historischer Substanz neu erbaut. Neben 69 Orgel-Registern, Akkordeon und Klavier besitzt sie ein umfangreiches Orgelglockenspiel und eine Orgelmarimba. Insgesamt werden 76 klingende Register auf drei Manualen und Pedal in Multiplextechnik erzeugt. Integriert ist ein 1953 von der Orgelbauanstalt Paul Faust in Schwelm in traditioneller Orgeltechnik gefertigtes Instrument mit ursprünglich 16 Registern Pfeifen-Werk auf elektropneumatischer Versorgung. Diese stand bis 2005 in der evangelischen Johannis-Kirche in Duisburg-Walsum. Wegen Einsturzgefahr des Gebäudes veräußerte die Gemeinde das Instrument bei guter, restaurierungswürdiger Substanz.
Zudem wurden 2016 in einem ergänzenden Schwellwerk von insgesamt elf Reihen in zwei Kammern sechs Hochdruck-Register einer 1923 in den USA gebauten „Residence“-Orgel der Firma Aeolian Company auf originalen Windladen eingefügt. 2023 wird der neue viermanualige Spieltisch fertig installiert, der den alten zweimanualigen Spieltisch ersetzt.

## Standort

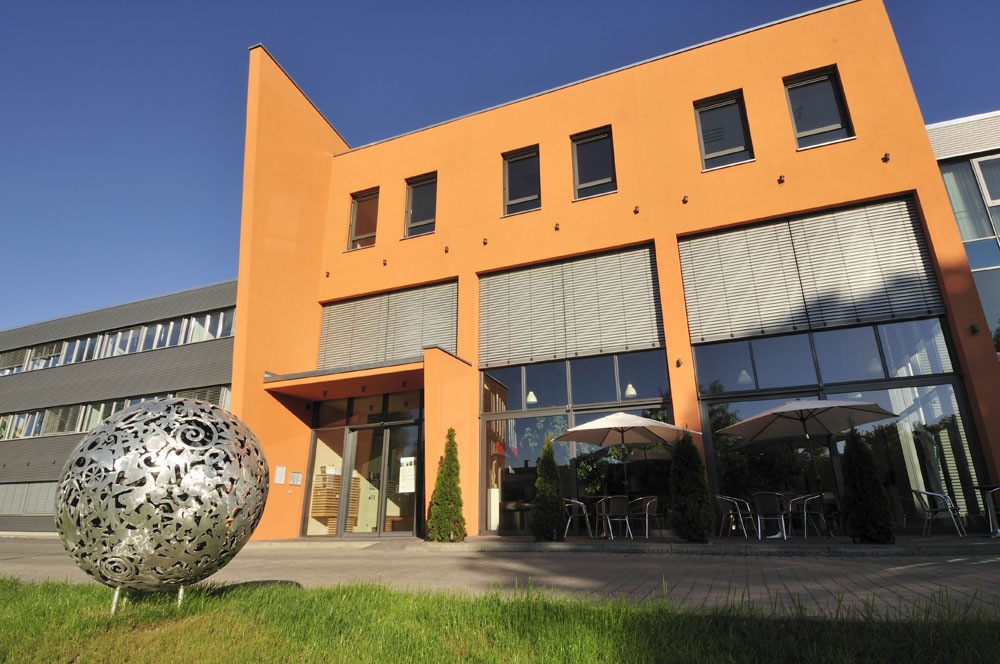
Stockwerk in Gröbenzell

Im Juni 2005 ließ der Orgelliebhaber Christian Stock, Eigentümer des Bürozentrums Stockwerk, das Basis-Instrument in Duisburg abbauen und nach München überführen. Das Bürozentrum im Münchner Vorort Gröbenzell (Nähe der A8) umfasst mehrere Gebäudekomplexe.

## Künstlerisch-musikalisches Konzept
Zielsetzung des Initiators Christian Stock ist es, die untergegangenen, früher selbstverständlichen säkularen Nutzungen der „Königin der Instrumente“ wiederzubeleben und Wege zu neuen Experimentierfeldern zu bahnen. Dabei werden auch die Teiltonexperimente der späten Orgelbewegung in den 1950/1960er Jahren wieder aufgenommen, die neue synthetische Klangräume für avantgardistische Kompositionen schufen – mittels Orgelpfeifen auf rein akustischem Weg. Kunstinstallationen in Interaktion mit der Orgel, Kombinationen von Orgel und Rockmusik, modernem Tanz, elektronischen Klangerzeugern u. a. m. sollen angeregt werden.

### Umsetzung

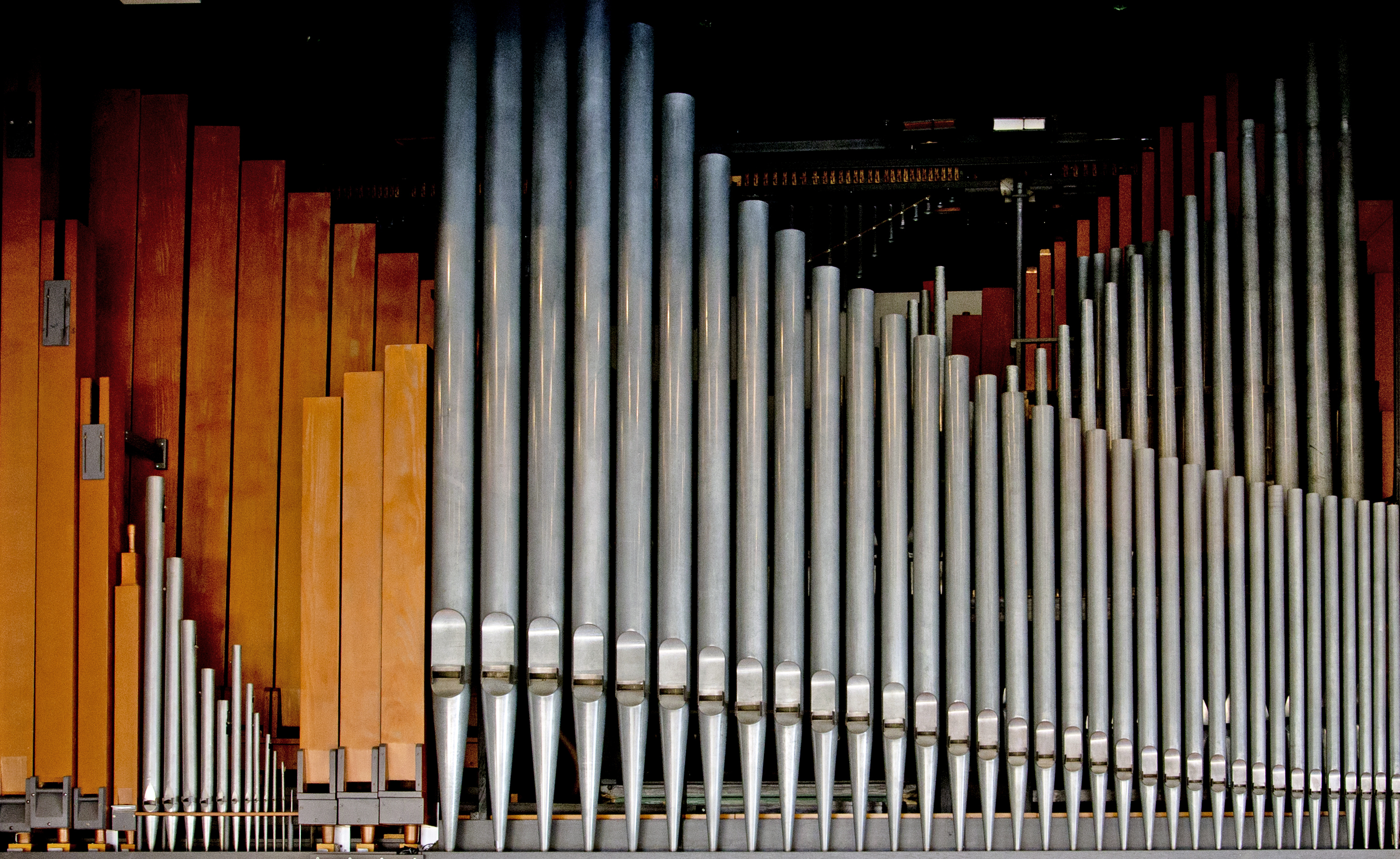
Orgelprospekt

Die Firma Harder-Völkmann Orgelbau hat hier ein Instrument konzipiert, das sieben verschiedene historische Stränge des Orgelbaus integriert, teils kontinentaler, teils angelsächsisch-amerikanischer Tradition.
Die jeweiligen Einflüsse aus den so heute (seit den 1920er beziehungsweise 1960er Jahren) nicht mehr angewandten Klangkonzepten begründen die Sonderstellung dieser Orgel. Ihr dadurch spezieller Dispositionsaufbau ermöglicht erst die weitgefächerte Nutzung für verschiedenste, auch weltliche Literatur.
Um dies auf engem Raum bereitzustellen, dabei aber nicht zu einer sog. „Universalorgel“ zu gelangen, war von Beginn an eine komplexe elektronische Ansteuerung des rein akustischen Klangkörpers Bestandteil der Entwicklung.
Die diese Orgel prägenden Aspekte aus verschiedenen Epochen sind:
1. Baugruppen einer restaurierten neobarocken Kirchenorgel steiler Disposition bei strengem Werkscharakter bilden das klangliche Fundament der Gesamtanlage. Sie ermöglichen die adäquate Darstellung barocker Kompositionen, sind aber, in Verbindung mit einem neuen Aliquotenwerk, auch Ausgangspunkt für expressiv-mystische und experimentell-aggressive Klänge.
2. Neue Teilwerke nehmen Ideen des frühromantischen Orgeltheoretikers Georg Joseph Vogler zur Umbildung der Orgel zu einem klassischen „Orchester“ auf.
In der Harder-Völkmann-Orgel verwirklichte Aspekte sind
  - Verteilung des Pfeifenwerks auf diverse „Orchestergruppen“ statt auf die weitgehend gleichberechtigten „Teilorgeln“ barocken Konzepts.
  - diese besetzt mit stark imitativen Registerfarben wie „Streicher, Holzbläser, Blechbläser“
  - möglichst stufenloses Registercrescendo zur Dynamisierung des Orgelklangs
  - durchschlagende Zungenregister als Basis eines Werkes
  - Grundtonverstärkung durch Kombinationstonbildung tiefliegender Aliquoten

Dies fördert die Darstellung von transkribierten Orchesterwerken der Klassik bis Frühromantik auf diesem Instrument.
3. Orchestral ausgerichtete Vorstellungen und technische Erfindungen des englischen Orgelvisionärs Robert Hope-Jones um 1900 werden aufgegriffen.
Hier angewendete Merkmale sind:
  - Die technische Ansteuerung der neuen Baugruppen im sogenannten „Multiplex- oder Unitsystem“, das aus einer begrenzten Zahl von Pfeifen–Grundreihen eine Vielzahl von Registern als sogenannte „Auszüge“ gewinnt.
  - Die einzelne Pfeife im erweiterten Teil wird hier in verschiedenen Registern mehrfach verwendet; im Gegensatz zum barocken Werksprinzip bereitgestellt auf allen Manualen.
  - Das Einfügen von Hochdruckregistern mit der ihnen eigenen intensiven, den Raum durchdringenden Grundtonbildung. Insbesondere die Hochdruck – „Tibia clausa“ ist eine unverzichtbare Begleit- und Solostimme eines solchen Klangaufbaus.
  - Die Aufnahme der Perkussion als voll ausgebaute Orchestergruppe und des Klaviers in die Orgel
  - Der „2nd-touch“ auf erstem Manual und dem Pedal.

Diese Charakteristika dienen vor allem dem Einsatz als Kinoorgel, die in den 1920er Jahren die Dramaturgie des Stummfilms belebt.
4. Einflüsse von Georg Ashdown Audsleys „Straight“-Konzept (im Gegensatz zum „Unit“-Konzept alle Register aus eigenständigen Reihen) werden aufgenommen, da geeigneter für charakteristischen Orgelklang und Basis der Disposition der riesigen Konzertorgeln in den USA der Zwischenkriegsära, so beispielsweise die Orgel des Wanamaker Department Store (Philadelphia).
Sein Konzept spiegelt sich in dieser Orgel in:
  - der Beibehaltung der den reinen Orgelton prägenden hochliegenden Mixturen
  - der Beibehaltung der werksweisen Bindung aller Prinzipale und Mixturen als jeweiliges Plenum
  - der Anlage eines vielreihigen Streicherchores im Sinne einer Orchestergruppe als „Floating Division“ (siehe Voglers Konzept)
  - einer eigenen Windlade mit rein gestimmten, damit verschmelzungsfähigen Aliquoten aller Lagen als „Harmonic Division“
  - die teilweise Platzierung des Pfeifenwerks in mehreren hoch-effektiven Schwellkammern, deren „Orchestergruppen“ somit dynamisch gegeneinander ausgespielt werden können.

Es befähigt dieses Instrument zur Darstellung der großen romantischen Orgelliteratur und spätromantischer Orchesterwerke.
5. John Comptons Experimente der 1930er Jahre zeigen sich in der Anlage ergänzender „virtueller“ Mixturen, die ohne eigenes Pfeifenwerk rein steuertechnisch aus den vorhandenen Reihen in reiner Stimmung gezogen werden. Harder-Völkmann nutzt hier die Möglichkeiten der Registereinzelkanzellen-Architektur auf elektrischer Traktur im Sinne eines Mixturensetzers und stellt so expressionistische Klangräume zur Verfügung.
6. Das zugefügte Akkordeon ist ein typisches Charakteristikum der selbstspielenden belgischen Tanzorgel der 1960er Jahre, bildet als kleine Zungenorgel aber auch die Basis des III. Manuals entsprechend Voglers Konzept (um 1810), Hier bevorzugt Unterhaltungsmusik fördernd (Tango, Jazz), ersetzt es gleichfalls eine spätromantische Phyharmonika und ist auf seinem Windschweller ein weiteres dynamisierendes Element.
7. Externkoppeln ermöglichen per Ausspeisung des Datenstroms die Integration digitaler Klangerzeuger (z. B. Synthesizer) für weiterführende Experimente.

## Architektonisches Konzept

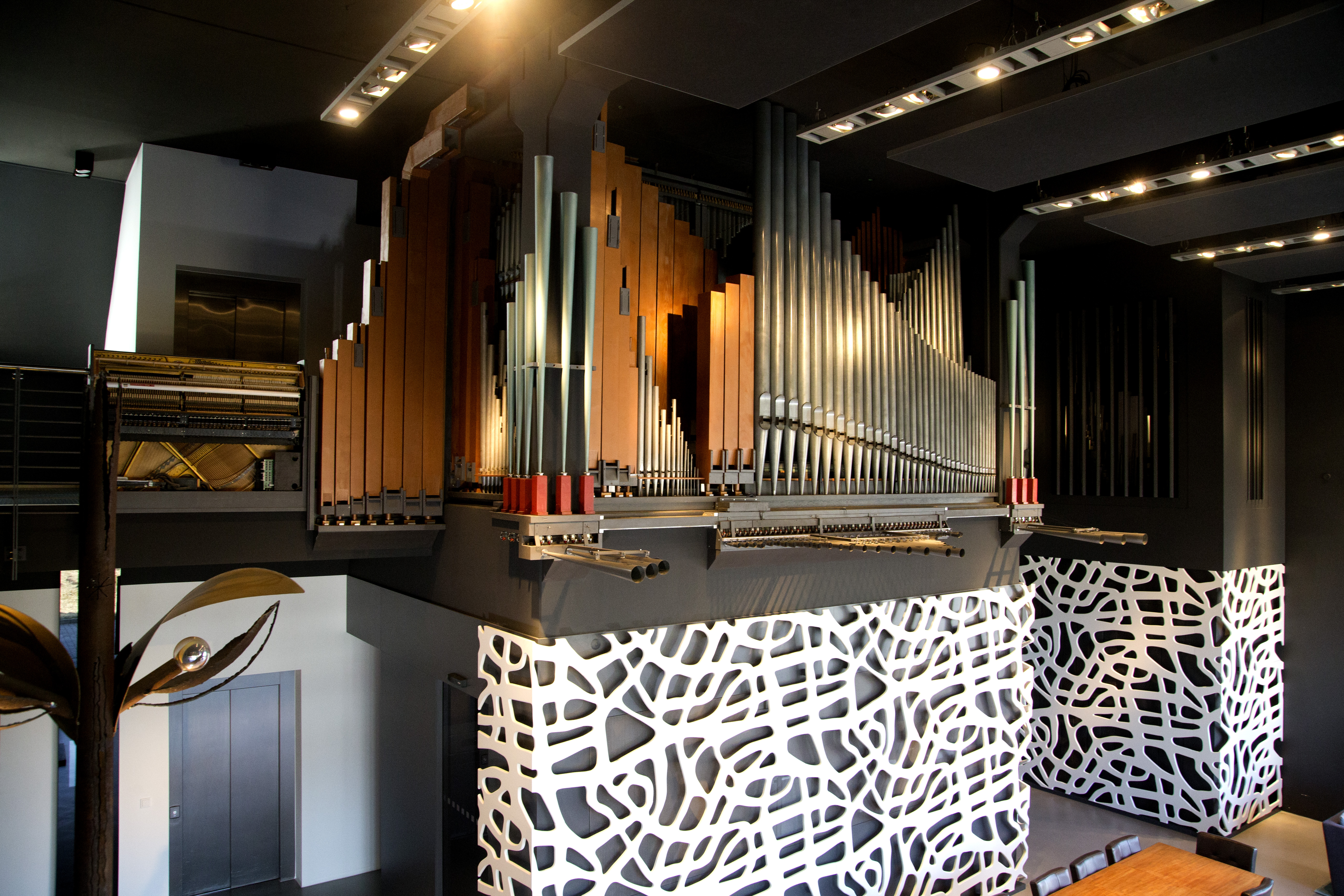
Architektur Orgelprospekt

Die bewusst offene technische Anlage des Werkes ohne umfassendes Gehäuse ermöglicht Einblick in den Aufbau des Instruments. Das Publikum kann die Schaltvorgänge beim Spiel teilweise direkt optisch erleben.
Die Dynamisierung erfolgt sowohl über Register- und Windschweller, als auch über zwei sehr effektive Schwellkammern für die Hochdruckstimmen. Stilistisch hat Harder-Völkmann Bezug auf die „offenen Prospekte“ des deutschen Orgelbauers Johannes Klais genommen, der schon um 1930 in engem Kontakt zu Bauhaus-Architekten fassadenlose, rein durch Rhythmisierung der funktionellen Baugruppen geprägte Gestaltungen fand.
Walter Holtkamp experimentierte zeitgleich ähnlich in den USA. In den Farbwerten werden die Raumelemente Stahl, Terracotta, Pflanzengrün reflektiert. Zur optischen Unterstützung ist die gesamte Orgelarchitektur durch eine professionelle Theaterlichtanlage ausgeleuchtet. Sie kann per Pult oder vorprogrammiert ereignisentsprechend angefahren werden.

## Aufbau des Werkes

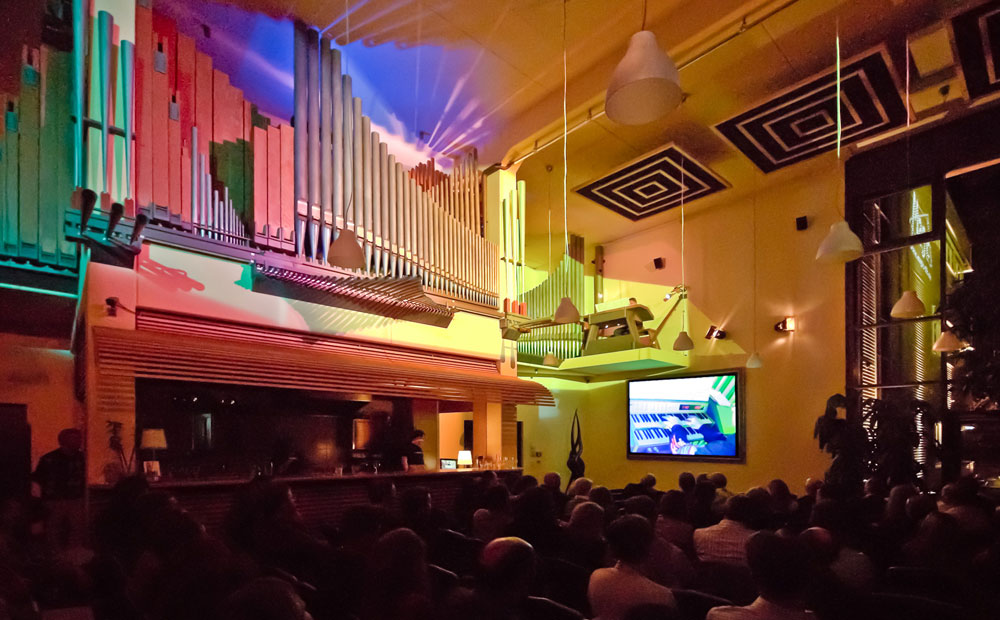
Orgelkonzert im Stockwerk

### Verteilung des klanglichen Materials
Das Instrument ist nach klanglichen und architektonischen Gesichtspunkten so über den Raum verteilt aufgestellt, dass der Hörer inmitten des „Orchesters“ Platz nimmt.
Es setzt sich folgendermaßen zusammen:
- 16 Register Pfeifenwerk und 5 Windladen der 1953 gefertigten „Faust“-Orgel auf elektropneumatischer Versorgung. Diese stellt den neobarocken Kern dar.
- 13 sogenannte „Ranks“ (= Unitpfeifenreihen) von bis zu 92 Noten auf Einzelregisterladen mit jeweils eigener Tonschaltung pro Reihe ergänzen diese nicht nur, sondern bilden das Instrument in seiner Klangarchitektur völlig um. Steuerungstechnisch stellt jede dieser Reihen ein ganzes Werk mit Oktavkoppeln dar, jeweils eine Art „Floating Division“ in Multiplextechnik. 12 dieser Reihen stellen 37 weitere Register auf allen drei Manualen und Pedal(en) zur Verfügung, die 13. Reihe dient im Hintergrund allein der Bildung „virtueller“ Register.
- 7 in ihrem Klangcharakter echten Orchesterinstrumenten äußerst nahekommende Hochdruckstimmen begründen die besondere Befähigung dieses Instruments zur Darstellung von Orchestertranskiptionen auf Orgel. 6 dieser Stimmen entstammen einer 1923 für einen Privatmann in Tacoma/Washington erbauten „Aeolian Duo Art Pipe Organ“ aus den USA auf ihren originalen Windladen, ergänzt um eine Hochdruck-Tibia sowie 6 weitere Register, die die Klangpyramide im derart besetzten Schwellwerk ergänzen.
- Akkordeon, Klavier, Glockenspiel, Marimba und Trommel vervollständigen den orchestralen Charakter.

Im Hauptteil auf der Galerie sind platziert:
- I. Manual und Pedal der Basisorgel
- Flötengruppe
- Aliquoten und „virtuelle“ Mixturen
- Solo-Trompeteria (horizontal)
- Glockenspiel
- Klavier

Der Schwerpunkt liegt hier auf plenum- und füllebezogenen Stimmen und diesen sich eingliedernder Perkussion.
Gegenüberliegend über dem Eingangsbereich sind platziert:
- II. Manual der Basisorgel
- Streichergruppe
- Solozungen
- Lieblich-Trompete
- Akkordeon
- Marimba und Perkussion

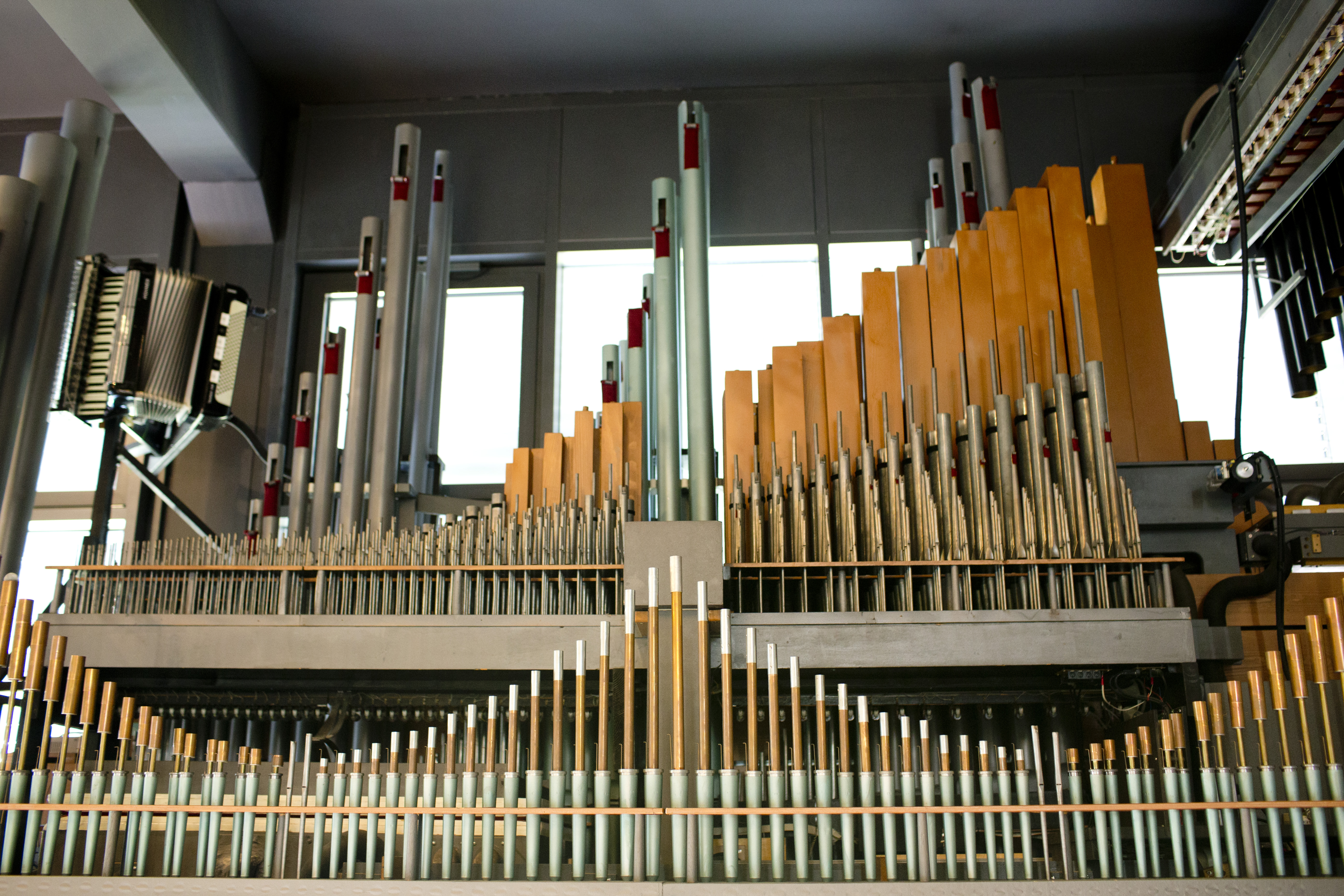
Nebenwerk

Tendenziell vereinigt dieser Teil die Solostimmen (mit ihren Unterstützern) und Perkussion entsprechender Prägung.
Seitlich des Hauptteils ragt das Schwellwerk als eigener Turm mit zwei übereinanderliegenden Kammern auf. Es beherbergt:
- In Kammer 1: Die 6 Hochdruckstimmen der Aeolian-Orgel in 8´- Lage, darunter eine durchschlagende Klarinette
- In Kammer 1: 6 die Teiltonpyramide ergänzende Register auf Niederdruck
- In Kammer 2: Eine Tibia clausa in 4 Oktavauszügen

Versorgt werden die Windladen durch eine neu konzipierte, in den Winddrücken ausdifferenzierte Balganlage mit vier Tremulanten, gespeist durch fünf Gebläse.

### Steuerelektronik
Bestandteil des komplexen Konzepts des Instruments ist die Steuerelektronik, die die über den Raum verteilten, elektrisch oder elektropneumatisch traktierten Werke per Datenbus mit dem Spieltisch verbindet.
Sie wurde durch den Physiker Jürgen Scriba und den Orgelbauer Markus Harder-Völkmann konzipiert und patentiert (Bundespatent Nr. 10 2006 032 800, erteilt am 5. Juli 2007). Scriba übernahm deren weitere technische Entwicklung und Realisierung.
Kernpunkte der Patentierung sind die insbesondere für die Unitreihen wichtige „Tonlochmaskierung“ und die dezentrale Verarbeitung.
Das in Multiplexsystemen möglicherweise entstehende „Tonloch“ durch gleichzeitige Verwendung einer Pfeife in sich kreuzender Stimmen wird durch den Wiederanschlag des bereits gehaltenen Tons maskiert. Die Zeitwerte sind frei einstellbar und können so je nach Bedarf der eingesetzten Windladentechnik angepasst werden. Die Note der bewegten Stimme spricht erneut und für das Ohr verzögerungsfrei an, der Lauf bleibt ungebrochen.
Im Unterschied zu gängigen Orgeldatenbussen erfolgt die Auswertung und Zuweisung der Informationen an die Schaltelektrik in den Windladen orgelseitig dezentral, der über den Bus übertragene Datenstrom wird minimiert. Da jede Unitreihe schalttechnisch einem eigenen Manual mit seinen Oktavkoppeln gleichkommt, würde eine rein spieltischseitige Auswertung aller Auszüge auf allen Manualen eventuell zu verzögerter Verarbeitung führen.
Die Elektronik erlaubt in ihrem modularen Aufbau die permanente Erweiterung der Anlage ebenso wie die Integration orgelfremder Elemente (z. B. Synthesizer). Die digitale Aufzeichnung und Wiedergabe von „Live“-Einspielungen sowie das Abspiel extern erstellter Arrangements ist gleichfalls möglich.

### Der Spieltisch

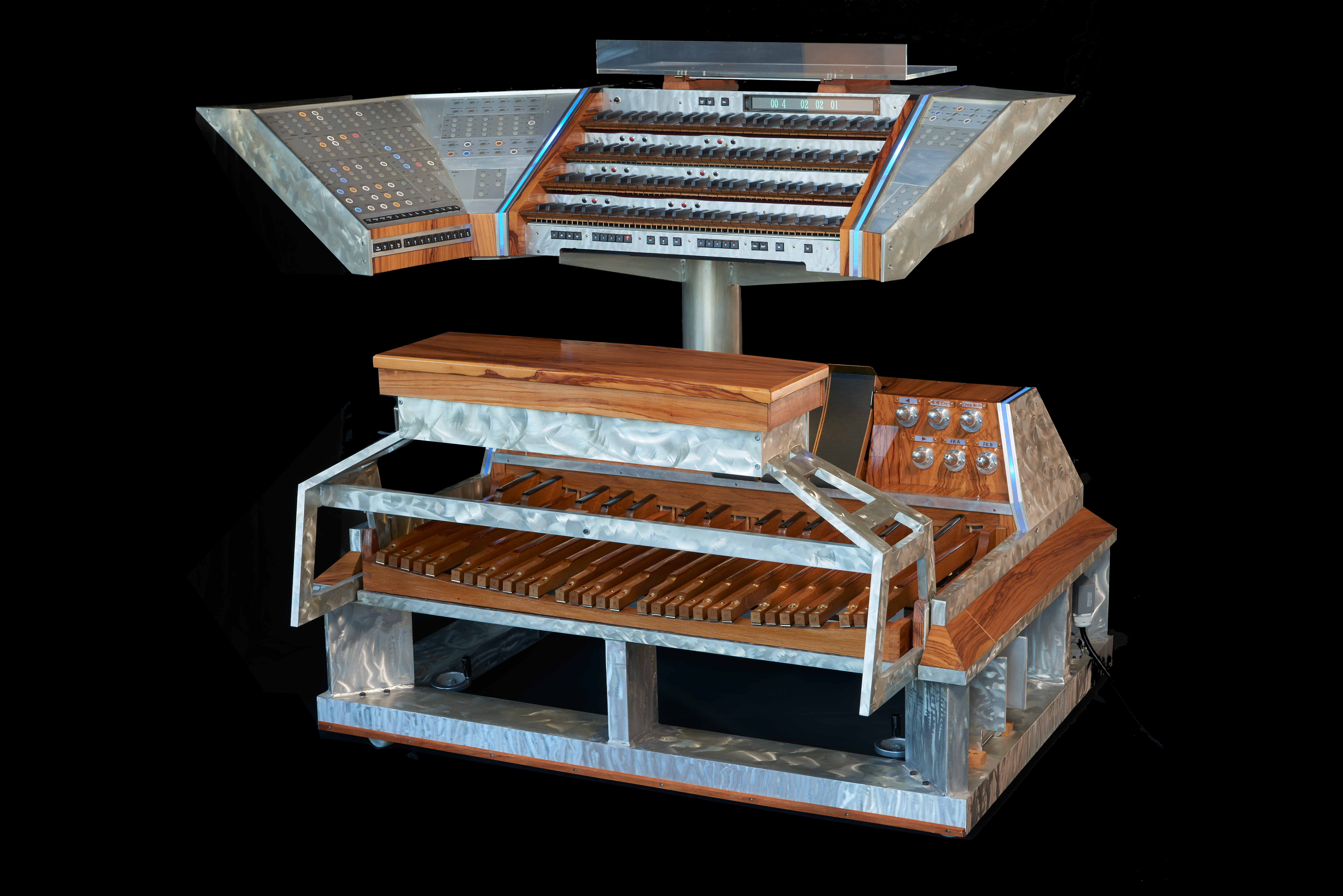
Spieltisch

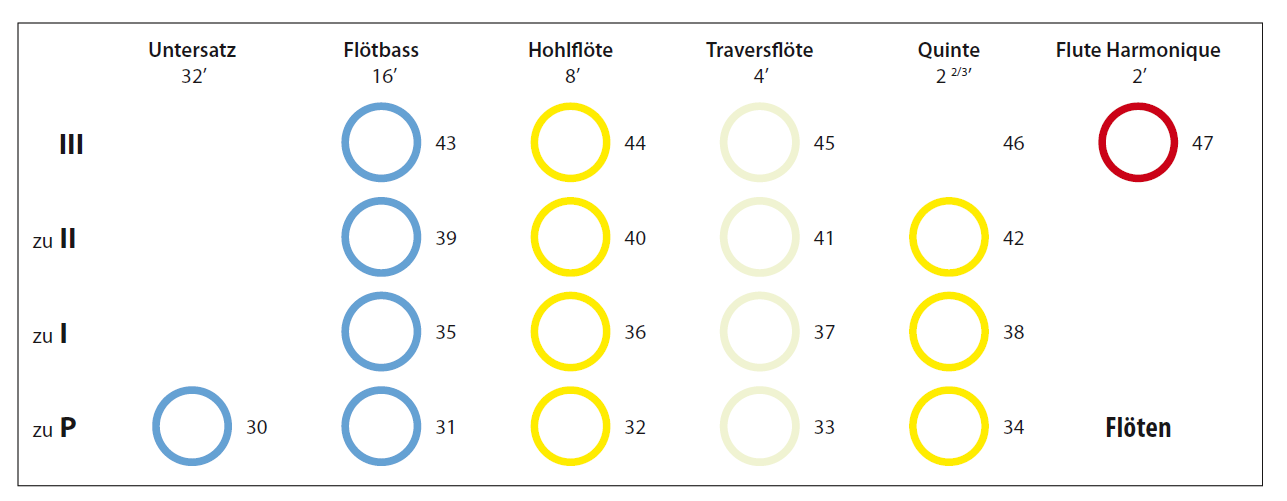
stock-panels-muster wiki

- stock-panels-muster wiki Der neue viermanualige Spieltisch ersetzt den Älteren, lediglich zweimanualigen, von dem, wenn auch in der Registratur mehrmals angepasst, die zunehmend erweiterte Orgel für die Interpreten immer schwieriger zu bespielen war. Auch er ist wieder für auf einem fahrbaren Podest platziert, mit welchem er – wenn nicht genutzt - im Unterbau des Schwellwerkturmes verschwindet. Für den flexiblen Einsatz ist der Spieltisch möglichst transportabel gehalten und kann so ins jeweilige Bühnengeschehen integriert werden.  Bewusst gibt er die gewohnte körperliche Masse traditioneller Spieltische zugunsten einer offenen Anlage auf, die dem Konzertbesucher Einblick in das Agieren des Organisten gewährt.
- Das Grundgerüst der modulartig kombinierten Manual- und Pedaleinheit, der seitlichen Koppel- und Register-Bedienelemente und des fahrbaren Podests ist aus Aluminium gefertigt.   Zur Erzielung diffuser Lichtreflexe sind die Oberflächen per Fächerschliff strukturiert.  Die in Holz gestalteten Flächen sind in Olive ausgeführt, die mittels ihrer starken Maserung einen kraftvollen Kontrast gegen das Aluminium setzt.
- Die mit blauem Licht durchfluteten Acrylglas-Elemente, die die Manual- und Pedaleinheit optisch begrenzen, geben dem Spieltisch im abgedunkelten Konzertsaal eine futuristische Wirkung, welche durch das Wechselspiel der beleuchteten Taster in den beiderseits der Klaviaturen angeordneten Registraturfeldern noch gesteigert wird.  Der Konzertbesucher kann so den permanenten Klangfarbenwechsel auch optisch miterleben.

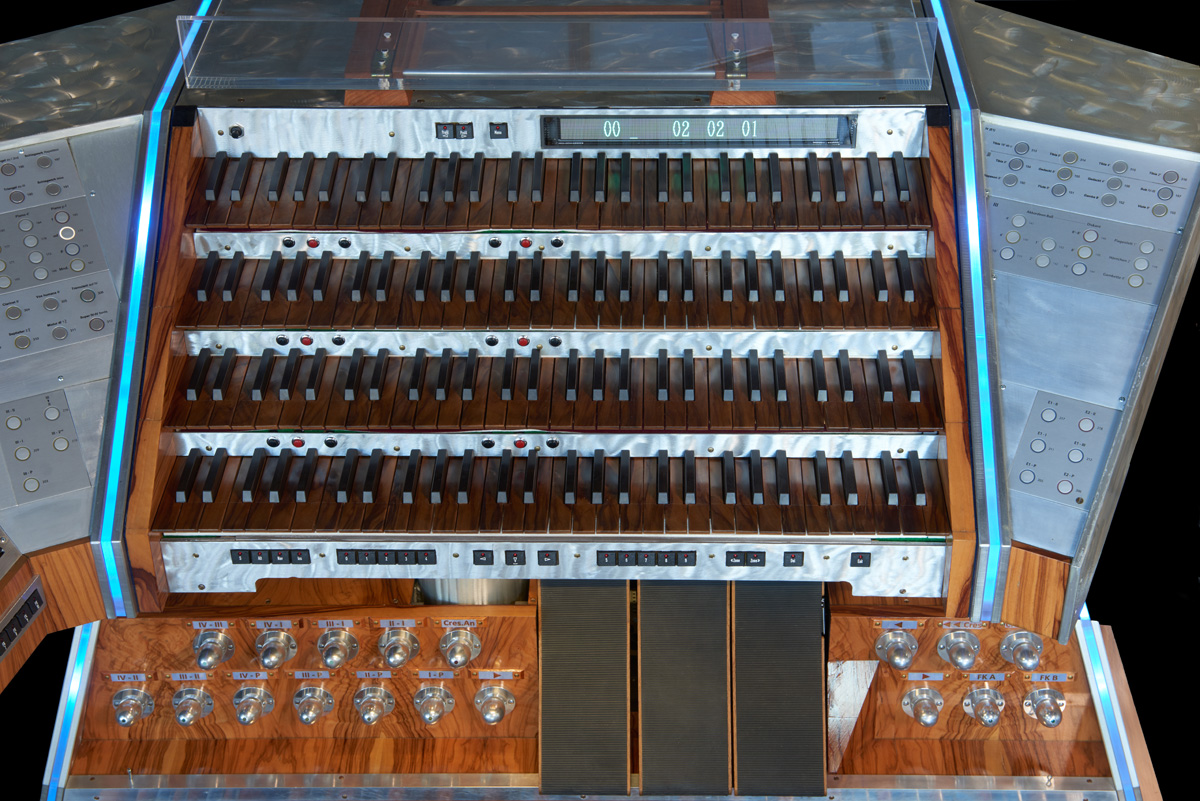
58-notige Manualklaviaturen

- 58-notige Manualklaviaturen Die vier mit Oliven- und Ebenholz belegten, 58-notigen Manualklaviaturen (C – a3) sind mit magnetischer Druckpunktsimulierung ausgestattet.  Die 32-notige Pedalklaviatur (C-g1) ist ebenfalls mit Olive und Ebenholz belegt.   Im I. Manual (und im Pedal) ist zudem ein „2nd touch“ angelegt – ein zweiter, tiefer liegender Anschlagspunkt der Klaviatur, der sowohl der Akzentuierung einzelner Noten als auch der Begleitfähigkeit des I. Manuals mit sich selbst dient. Die höher liegenden Manuale II und III können darauf gekoppelt werden.

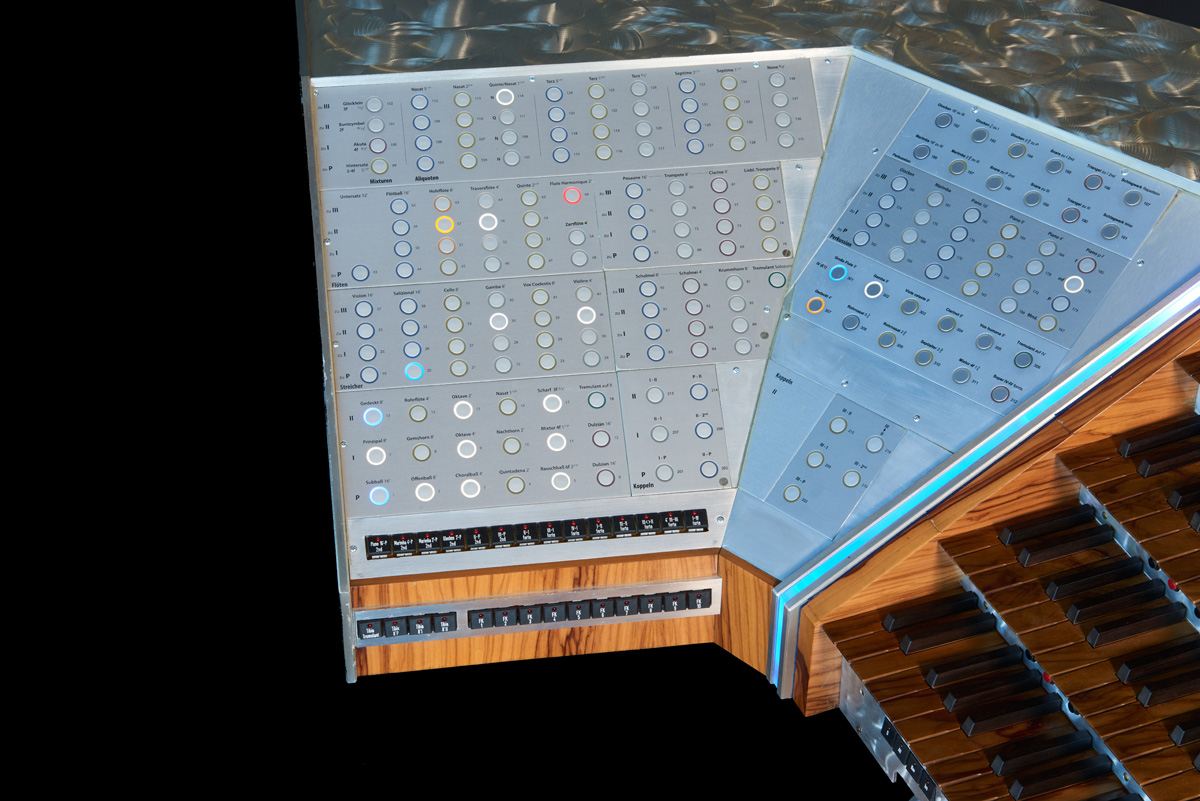
Registertasten

- Registertasten Insgesamt stellt der Spieltisch 208 Registerschaltungen, 21 traditionelle Koppeln und 8 „Forte“-Koppeln, die die Akzentuierung einzelner Noten per schnellem Anschlag ermöglichen, bereit.   Die Registertaster der Basisorgel I, II und P sind klassisch werkweise gruppiert.   Das III. Manual besitzt mit dem basierenden Akkordeon und darauf bezogener kleiner Klangpyramide einen eigenen Werkscharakter im Stil einer „Salon-Orgel“.  Im Gegensatz zur sonst üblichen Einfügung ergänzter Register in die Werke sind diese hier als Orchestergruppen angeordnet. Dies verdeutlicht den inneren Aufbau der Orgel als Orchester im Sinne Voglers oder Audsleys. Die Gruppen sind quasi „Floating Divisions“, die aus einer oder mehreren Reihen gewonnen werden. Der Organist weist die Register der Unitreihen in der gewünschten Lage dem gewünschten Werk zu, die Zuweisung bleibt erkennbar. Oktavkoppeln sind in einer weitgehenden Multiplexanlage nicht sinnvoll, da die Auszüge ihrerseits eine Einzelregisteroktavkopplung darstellen.
- Die beiden Externkoppeln E1 und E2 dienen der Ansteuerung nicht orgelimmanenter Klangerzeuger (Synthesizer etc.) über eine MIDI-Schnittstelle. Der Koppel Extern1 bedient seit der letzten Erweiterung von 2016 auch die Registerschaltungen des ergänzten Schwellwerkes als klassische „Floating Division“ auf IV zu allen Klaviaturen. Die Windlade der Aeolian-Hochdruckregister ist zudem in der damaligen „Duplex“-Technik dieser Firma vorhanden, – einer Vorläufertechnologie des Multiplex-Verfahrens, das die Stimmen zumindest gleichzeitig auf zwei (und nicht allen) Klaviaturen zur Verfügung stellt – so dass diese unabhängig von den Koppeln auch auf Manual III geschaltet werden können.
- Ein Setzer stellt 25 Benutzerzonen à 1000 Kombinationen = 25.000 Kombinationen bereit. Er wird per Direktzugriff auf die Einerstellen sowie Sequenzer „+“- und „–“-Schaltung während des Spiels regiert.
- Zudem existieren 12 Freie Kombinationen (FK 1-10 manuel und A+B pedaliter), die insbesondere beim improvisierten Spiel in Filmbegleitungen einfachsten Zugriff für Grundstimmungen ermöglichen.

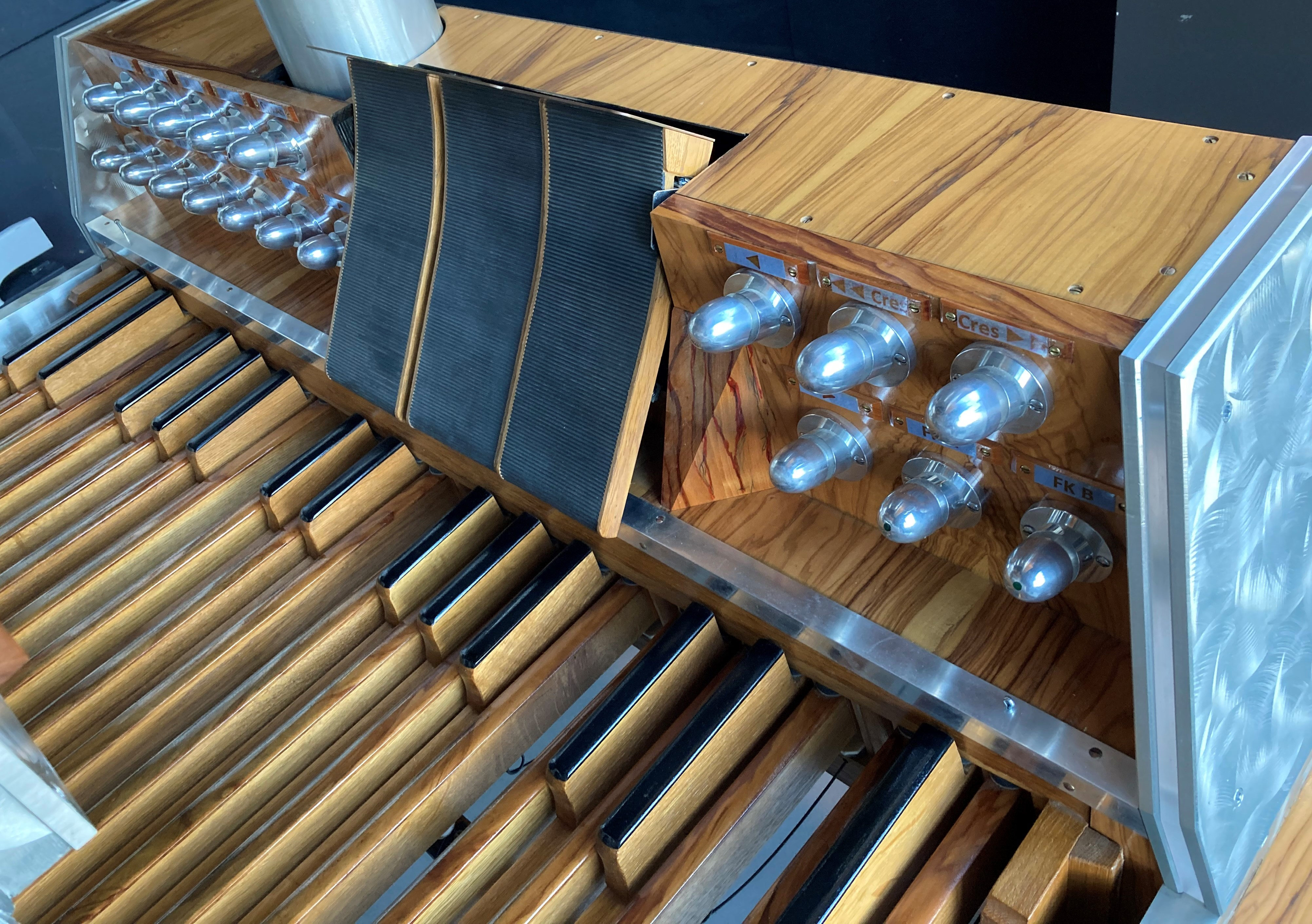
3 Schwelltritte für die 4 Dynamikfunktionen

- 3 Schwelltritte für die 4 Dynamikfunktionen 3 Schwelltritte für die 4 Dynamikfunktionen „Schwellkammer I - Schwellkammer II - Windschweller Akkordeon - Crescendo“ sind in mehreren „Profilen“ nutzbar, die die Tritte alternierend belegen.

## Baugeschichte

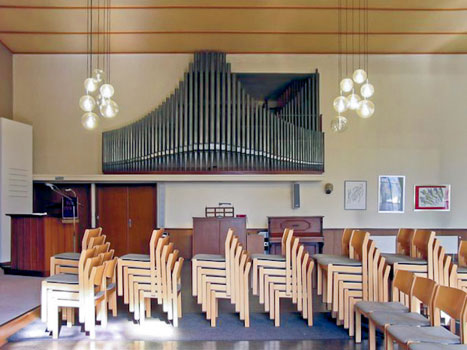
Saal

Die einzelnen Bauabschnitte:

### Juni 2005 – April 2006
- Ankauf der Basisorgel, Transferierung und Restaurierung des wiederverwendeten Materials in der Erbauerfirma
- Konzipierung und Bau der neuen Gesamtanlage (Windversorgung, zusätzliche Einzelregister-Windladen, elektrische Trakturen, Steuerelektronik, neuer Spieltisch)
- Ergänzung um fundamentierende orchestrale Klangfarben durch alle Lagen (Unit-Reihen der Offenflöten und Streicher)
- Ergänzung um plenumsbezogene Zungen (Trompeteria)
- Ergänzung um Solozungen

Eröffnungskonzert am 21. April 2006

### November 2006 – Juli 2007
Folgende neue Klangfarben auf neuangefertigter Technik:
- Ergänzung der Streichergruppe
- Erweiterung der Trompeteria
- Ergänzung um die Aliquoten
- Installation von Klavier und Akkordeon

### Oktober – November 2009
- Anfertigung und Installation des Glockenspiels

Oktober–November 2009:
- Anfertigung und Installation der Marimba und sonstiger Perkussion

### Juli 2015 – Juni 2016
- Restaurierung der verwendeten Baugruppen (Windladen, Bälge, Pfeifenwerk, Tremulanten) der Aeolian-Orgel
- Anfertigung von Tibia clausa und den ergänzenden Teiltonregistern samt ihren Versorgungseinheiten
- Integration in das neu angefertigte Schwellwerkgehäuse mit 2 Schwellkammern

### Dezember 2022
- Anschluss und programmiertechnische Integration des neuen 4-manualigen Spieltisches

## Technische Daten und Besonderheiten
- Basis: 15 Register + 1 Transmission mit 1.016 Pfeifen
- Erweiterung freistehend: 37 Register aus 12 + 1 Unitreihen (= Ranks) mit 1.034 Pfeifen

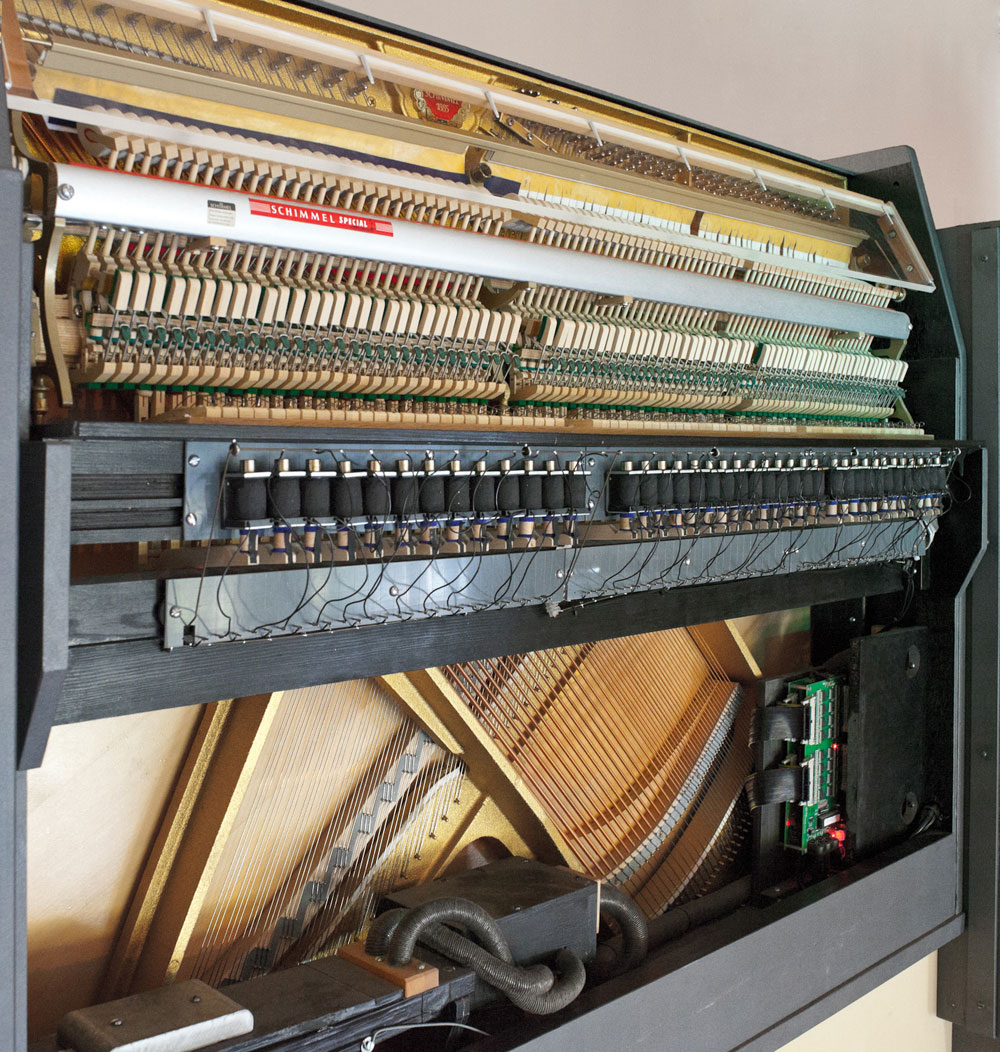

- Erweiterung schwellbar: 16 Register aus 11 Reihen (6 Duplex / 3 Unit / 3 Straight) mit 974 Pfeifen
- Gesamtbestand: 3.024 Pfeifen
- Körperlänge der größten Pfeife: 5,20 m/C des Violon 16’ in Holz
- Körperlänge der kleinsten Pfeife: 10 mm/g’’’ der None 8/9’

Die Windanlage stellt dem Pfeifenwerk 8 Druckstufen zur Verfügung:
- Basisorgel, Aliquoten, Streicher und Lieblich-Trompete (85 mm WS)
- Solozungen (95 mm WS)
- Violon 16’ (105 mm WS)
- Offenflöten, Flutes harmoniques (110 mm WS)
- Horizontaltrompeten (125 mm WS)
- Hochdruckstimmen in Schwellkammer 1 (195 mm WS)
- Niederdruckstimmen in Schwellkammer 1 (60 mm WS)
- Hochdrucktibia in Schwellkammer 2 (210 mm WS)

Tremulant 1 wirkt auf II. Manual Basisorgel und Streichergruppe
Tremulant 2 wirkt auf die Solozungen Schalmei und Krummhorn
Tremulant 3 wirkt auf die Stimmen in Schwellkammer 1
Tremulant 4 wirkt auf die Tibia in Schwellkammer 2
Das integrierte Klavier (Marke Schimmel) ist in den 3 dynamischen Abstufungen p, mf und f ansteuerbar. Die Dämpfungsaufhebung ist per Fußschalter vom Spieltisch angesteuert.
Die Effektschaltung „Mandoline“ führt eine Veränderung zwischen Hammer und Besaitung ein, die den Klangcharakter ins Zart-Obertönige verschiebt.

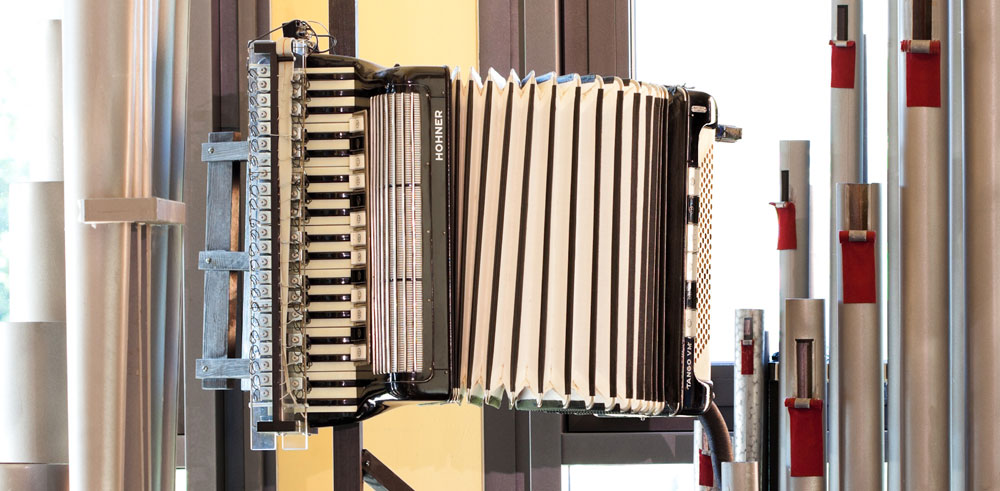

Das integrierte Akkordeon besitzt einen 8-stufigen Windschweller von 20–100 mmWS. Diskant und Bass sind gesplittet bei e/f – entsprechend Klaviatur- und Knopfseite des realen Instruments.
- Die 3 Diskantzungenspiele sind: 16’, 8’, Musette 8’+ 8’ (= Doppelreihe über-/unterschwebend)
- Die 5 Basszungenspiele bei zarterer Intonation sind: 16’, 8’, 4’, 2’, 1’

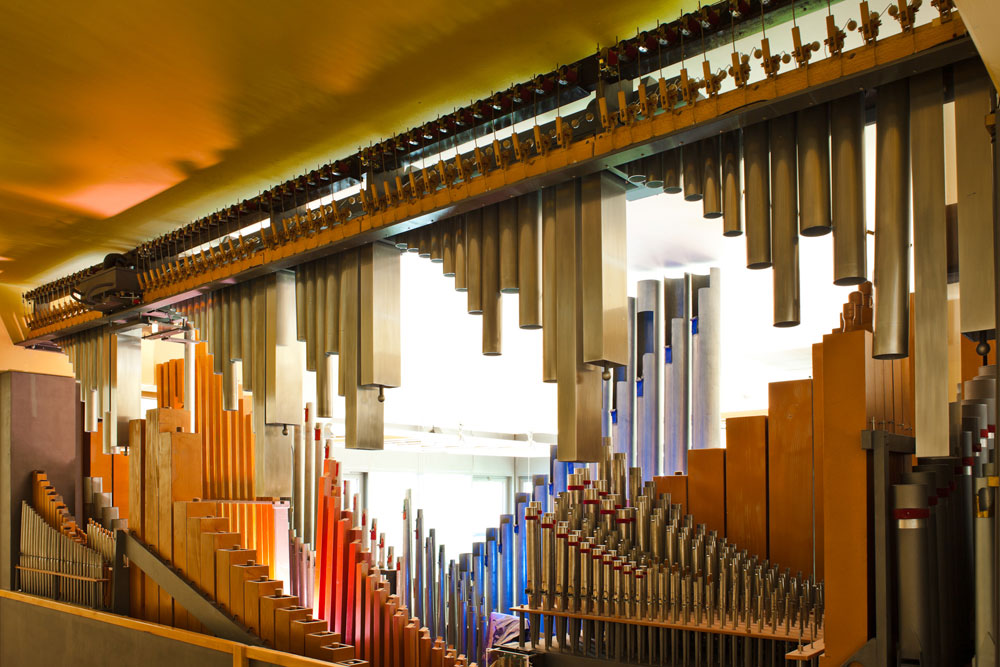

Das Glockenspiel in 4’-Lage besitzt 122 stählerne Klangplatten (= 61 Noten × 2 Register) auf offenen Resonatoren voller Länge.
- Die 1. Reihe besitzt Einzeltondämpfung und gemeinsame Aufhebung.
- Die 2. Reihe auf Schwebung (= Celesta-Effekt) ist per gemeinsamer Dämpfungsaufhebung zuschaltbar.
- Durch den großen Umfang sind Auszüge werkweise in verschiedenen Lagen möglich.

Es ist das umfangreichste Orgelglockenspiel Europas.

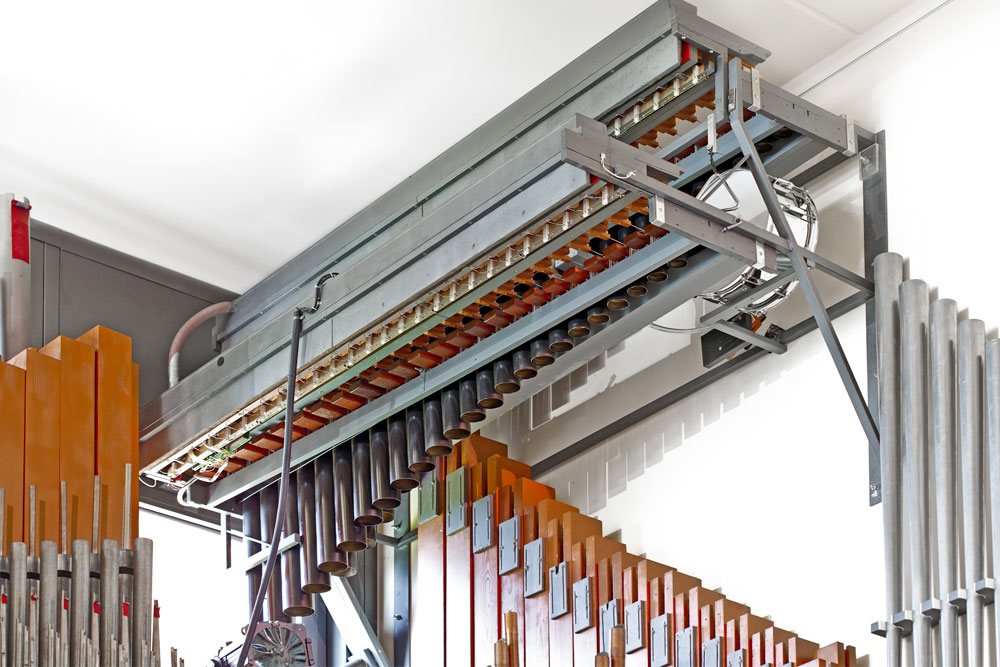

Die Marimba 8’ umfasst 49 Klangplatten ab c aus Padoukholz auf gedeckten Resonatoren.
- Mit ihren weichen Klöppeln und den grundtonfördernden Resonatoren unterscheidet sie sich klanglich stark von einem Orgelxylophon.
- Sie ist ein Soloregister in 8’-Lage.
- Sie lässt sich sowohl auf Einzelschlag als auch repetierend schalten.

Auszüge sind werkweise in verschiedenen Lagen möglich.
Ihre Klangplatten und Resonatoren stammen aus der Moeller-Kinoorgel des Temple Theatres in Birmingham/Alabama/USA – 1924 gefertigt und dorthin zugeliefert durch die US-Firma Deagan.
Ihre technische Anlage ist neu.
Sie ist damit die einzige Orgelmarimba Europas, dazu mit 49 Tonstufen um eine Oktave umfangreicher und tiefer liegend als die meisten Marimbas oder Xylophone (z. B. Mighty Wurlitzer in Berlin mit 37 Tonstufen).
Ergänzt wird die Perkussion durch eine kleine Trommel und Triangel.
Die gesamte soloseitige Perkussion ist in zwei Dynamikstufen ansteuerbar.

## Disposition
Basis: Duisburg-Walsum, Faust 1953
| I. Manual |       |        |
| --------- | ----- | ------ |
| Prinzipal | 8′    |        |
| Gemshorn  | 8′    |        |
| Oktave    | 4′    |        |
| Nachthorn | 2′    |        |
| Mixtur    | 1 ⁄3′ | 4-fach |
| Dulzian   | 16′   |        |

| II. Manual                         |       |        |
| ---------------------------------- | ----- | ------ |
| Gedeckt                            | 8′    |        |
| Rohrflöte                          | 4′    |        |
| Oktave                             | 2′    |        |
| Nasat                              | 1 ⁄3′ |        |
| Scharf                             | 2⁄3′  | 3-fach |
| Tremulant auf II + Streichergruppe |       |        |

| Pedal      |              |
| ---------- | ------------ |
| Subbaß     | 16′          |
| Offenbaß   | 8′           |
| Choralbaß  | 4′           |
| Quintadena | 2′           |
| Dulzian    | 16′ (Trans.) |

Erweiterung: Harder-Völkmann 2006–2009
| III. Manual (ohne eigene Klaviatur) |                            |           |
| ----------------------------------- | -------------------------- | --------- |
| Akkordeon                           | 16′, 8′, 8′ + 8′-Schwebung |           |
| Gambette                            | 4′                         |           |
| Hörnlein                            | 2′                         | 2-fach    |
| Flageolett                          | 1′                         |           |
| Glöckleinton                        | 1⁄2′                       | 3-fach    |
| schwellbar in Kammer 1              |                            |           |
| Gedackt                             | 8′                         |           |
| Gedackt                             | 4′                         |           |
| Diapason                            | 8′                         | Hochdruck |
| Große Flute                         | 8′                         | Hochdruck |
| Gamba                               | 8′                         | Hochdruck |
| Viole celeste                       | 8′                         | Hochdruck |
| schwellbar in Kammer 2              |                            |           |
| Tibia                               | 8′                         | Hochdruck |
| Sub fonds IV – III                  |                            |           |

| IV. Floating Division (ohne eigene Klaviatur) |          | Über Koppel E1 |
| --------------------------------------------- | -------- | -------------- |
| schwellbar in Kammer 1                        |          |                |
| Große Flute                                   | 8′       | Hochdruck      |
| Gamba                                         | 8′       | Hochdruck      |
| Viole celeste                                 | 8′       | Hochdruck      |
| Clarinet                                      | 8′       | Hochdruck      |
| Vox humana                                    | 8′       | Hochdruck      |
| Rohrnasat                                     | 5 1⁄3′   |                |
| Gedackt                                       | 4′       |                |
| Rohrnasat                                     | 2 ⁄3′    |                |
| Septimensesquialter                           | 2 ⁄3′    | 4-fach         |
| Mixtur                                        | 1 ⁄3′    | 4-fach         |
| schwellbar in Kammer 2                        |          |                |
| Tibia                                         | 16′ ab c | Hochdruck      |
| Tibia                                         | 8′       | Hochdruck      |
| Tibia                                         | 4′       | Hochdruck      |
| Tibia                                         | 2′       | Hochdruck      |
| Tremulant Kammer 1                            |          |                |
| Tremulant Tibia Kammer 2                      |          |                |
| Super fonds IV – IV                           |          |                |

| Zu I: |      |        |
| ----- | ---- | ------ |
| Akuta | 4⁄7′ | 4-fach |

| Zu II:     |       |        |
| ---------- | ----- | ------ |
| Buntzymbel | 8⁄19′ | 2-fach |

| Zum Pedal: |        |           |
| ---------- | ------ | --------- |
| Rauschbaß  | 2 ⁄3′  | 6-fach    |
| Hintersatz | 5 1⁄3′ | 3–4-fach  |
| Tibia      | 8′     | Hochdruck |

| 13 den Werken frei zuschaltbare Unitreihen |                      |          |           |
| ------------------------------------------ | -------------------- | -------- | --------- |
| 1.–3. Streicher                            |                      |          |           |
| Violon                                     | 16′                  |          | 1. Reihe  |
| Salizional                                 | 16′                  |          | 3. Reihe  |
| Cello                                      | 8′                   | 1–2-fach | 1. Reihe  |
| Gamba                                      | 8′                   | 1–2-fach | 2. Reihe  |
| Vox coelestis                              | 8′                   | 1–2-fach | 3. Reihe  |
| Violine                                    | 4′                   |          | 1. Reihe  |
|                                            |                      |          |           |
| 4. + 13. Flöten                            |                      |          |           |
| Untersatz                                  | 32′                  |          | 4. Reihe  |
| Flötbaß                                    | 16′                  |          |           |
| Hohlflöte                                  | 8′                   |          |           |
| Traversflöte                               | 4′                   |          |           |
| Zartflöte                                  | 4′                   |          | 13. Reihe |
| Quinte                                     | 2 ⁄3′                |          | 4. Reihe  |
| Flute harmonique                           | 2′                   |          |           |
|                                            |                      |          |           |
| 5. + 6. Trompeten                          |                      |          |           |
| Posaune                                    | 16′                  |          | 5. Reihe  |
| Trompete                                   | 8′                   |          |           |
| Clarine                                    | 4′                   |          |           |
| Lieblich Trompete                          | 8′                   |          | 6. Reihe  |
|                                            |                      |          |           |
| 7.+ 8. Solo – Zungen                       |                      |          |           |
| Schalmei                                   | 8′                   |          | 7. Reihe  |
| Schalmei                                   | 4′                   |          |           |
| Krummhorn                                  | 8′                   |          | 8. Reihe  |
| Tremulant Schalmei/Krummhorn               |                      |          |           |
|                                            |                      |          |           |
| 9.–12. Aliquoten:                          | (reingestimmt)       |          |           |
| Quinte / Nasat                             | 5 1⁄3′, 2 ⁄3′, 1 ⁄3′ |          | 9. Reihe  |
| Terz                                       | 3 1⁄5′, 1 3⁄5′, 4⁄5′ |          | 10. Reihe |
| Septime                                    | 2 ⁄7′, 1 ⁄7′         |          | 11. Reihe |
| None                                       | 8⁄9′                 |          | 12. Reihe |

| Perkussion     |             |
| -------------- | ----------- |
| Glockenspiel   | 4′ ab C     |
| Marimbaphon    | 8′ ab c     |
| Piano          | 16′, 8′, 4′ |
| Kleine Trommel |             |
| Triangel       |             |

| Koppeln       |                    |                   |             |              |         |
| ------------- | ------------------ | ----------------- | ----------- | ------------ | ------- |
| I – P         | II – P             | III – P           | IV(=E1) – P | E2 – P       |         |
| II – I        | III – I            | IV(=E1) – I       |             |              |         |
| II − 2nd      | III − 2nd          |                   |             |              |         |
| I – II        | III – II           | P – II            | III = II    | IV(=E1) – II | E2 – II |
| IV(=E1) – III | Sub fonds IV – III | Sub fonds IV – IV |             |              |         |